# Конрад I (Бохемия)
Конрад I Бърненски (на чешки: Konrád I. Brněnský; * ок. 1035, † 1092) е херцог на Бохемия в продължение на осем месеца през 1092 г.

## Биография
Конрад I е третият син на Бретислав I и Юдит от Швайнфурт. Брат и наследник е на Вратислав II.
Конрад I не успява да се задържи като владетел, защото не получава одобрението на императора на Свещената римска империя. Преди да стане херцог на Бохемия, Конрад дълго време управлява Моравия и е владетел на Бърно и Зноймо (от 1054 г.).
Той е наследен като владетел от неговия племенник Бретислав II.

## Фамилия
От брака си с Вирпирка фон Тенглинг Конрад има две деца:
- Олдржих (или Улрих), принц на Бърно от 1092 до 1097 и от 1100 г. до смъртта си на 11 ноември 1115 г.
- Лутолд, принц на Зноймо от 1092 до 1097 и от 1100 г. до смъртта си на 15 март 1113 г.